# Premier League 2018-19
La Premier League 2018-19 fue la vigésimo séptima temporada de la máxima división inglesa, desde su creación en 1992. El Manchester City es el defensor del título, tras haberse proclamado campeón en la jornada 34 luego de la derrota como local del Manchester United por 0-1 ante el descendido West Bromwich Albion, habiendo ganado su partido jugado un día anterior de visita por 1-3 ante Tottenham Hotspur.
Un total de 20 equipos participan en la competición, incluyendo 17 equipos de la temporada anterior y 3 ascendidos de la English Football League Championship 2017-18. Además en esta temporada, Liverpool se volvió el mejor subcampeón en la historia de la Premier con 97 puntos, a tan solo 1 punto de los 98 que cosechó el Manchester City (el récord lo tenía previamente el Manchester United con 89 puntos en la 2011-12), además este título de los "Citizens" fue la segunda mejor campaña de un campeón en la historia de la liga inglesa, por detrás de la campaña de estos mismos en la temporada pasada (2017-18, 100 puntos).

## Equipos participantes

### Ascensos y descensos
| Pos. | Descendidos de Premier League 2017-18 |
| ---- | ------------------------------------- |
| 18.º | Swansea City                          |
| 19.º | Stoke City                            |
| 20.º | West Bromwich Albion                  |

| Pos.  | Ascendidos de la Championship 2017-18 |
| ----- | ------------------------------------- |
| 1.º   | Wolverhampton                         |
| 2.º   | Cardiff City                          |
| Prom. | Fulham                                |

### Datos de los equipos
| Equipo                                       | Ciudad          | Entrenador          | Capitán           | Estadio                   | Aforo  | Marca        | Patrocinador principal | Patrocinador (Manga izq.) |
| -------------------------------------------- | --------------- | ------------------- | ----------------- | ------------------------- | ------ | ------------ | ---------------------- | ------------------------- |
| Arsenal                                      | Londres         | Unai Emery          | Laurent Koscielny | Emirates Stadium          | 60 338 | Puma         | Emirates               | Visit Rwanda              |
| Bournemouth                                  | Bournemouth     | Eddie Howe          | Simon Francis     | Vitality Stadium          | 11 700 | Umbro        | M88                    | M88                       |
| Brighton & Hove Albion                       | Brighton & Hove | Chris Hughton       | Bruno             | Amex Stadium              | 30 750 | Nike         | American Express       | JD                        |
| Burnley                                      | Burnley         | Sean Dyche          | Tom Heaton        | Turf Moor                 | 22 619 | Puma         | LaBa360                | Golf Clash                |
| Cardiff City                                 | Cardiff         | Neil Warnock        | Sean Morrison     | Cardiff City Stadium      | 33 000 | Adidas       | Tourism Malaysia       | n/a                       |
| Chelsea                                      | Londres         | Maurizio Sarri      | Gary Cahill       | Stamford Bridge           | 42 000 | Nike         | Yokohama               | Hyundai                   |
| Crystal Palace                               | Londres         | Roy Hodgson         | Jason Puncheon    | Selhurst Park             | 26 255 | Puma         | ManBetX                | Dongqiudi                 |
| Everton                                      | Liverpool       | Marco Silva         | Phil Jagielka     | Goodison Park             | 39 571 | Umbro        | SportPesa              | Angry Birds               |
| Fulham                                       | Londres         | Scott Parker        | Tom Cairney       | Craven Cottage            | 25 700 | Adidas       | Dafabet                | n/a                       |
| Huddersfield Town                            | Huddersfield    | Jan Siewert         | Tommy Smith       | John Smith's Stadium      | 24.500 | Umbro        | OPE Sports             | Leisu Sports              |
| Leicester City                               | Leicester       | Brendan Rodgers     | Wes Morgan        | King Power Stadium        | 32 262 | Adidas       | King Power             | Siam Commercial Bank      |
| Liverpool                                    | Liverpool       | Jürgen Klopp        | Jordan Henderson  | Anfield                   | 54 074 | New Balance  | Standard Chartered     | Western Union             |
| Manchester City                              | Mánchester      | Pep Guardiola       | Vincent Kompany   | Etihad Stadium            | 55 000 | Nike         | Etihad Airways         | Nexen Tire                |
| Manchester United                            | Mánchester      | Ole Gunnar Solskjær | Antonio Valencia  | Old Trafford              | 75 731 | Adidas       | Chevrolet              | Kohler Co.                |
| Newcastle United                             | Newcastle       | Rafael Benítez      | Jamaal Lascelles  | St James' Park            | 52 354 | Puma         | Fun88                  | MRF Tyres                 |
| Southampton                                  | Southampton     | Ralph Hasenhüttl    | Steven Davis      | St Mary's Stadium         | 32 589 | Under Armour | Virgin Media           | Virgin Media              |
| Tottenham Hotspur                            | Londres         | Mauricio Pochettino | Hugo Lloris       | Tottenham Hotspur Stadium | 62 062 | Nike         | AIA                    | n/a                       |
| Watford                                      | Watford         | Javi Gracia         | Troy Deeney       | Vicarage Road             | 19 920 | Adidas       | FxPro                  | 138.com                   |
| West Ham United                              | Londres         | Manuel Pellegrini   | Mark Noble        | Olímpico de Londres       | 60 000 | Umbro        | Betway                 | Basset & Gold             |
| Wolverhampton                                | Wolverhampton   | Nuno Espírito Santo | Danny Batth       | Molineux Stadium          | 29 396 | Adidas       | W88                    | CoinDeal                  |
| Datos actualizados al 13 de febrero de 2019. |                 |                     |                   |                           |        |              |                        |                           |

### Cambios de entrenadores
| Equipo            | Entrenador (Jornadas)        | Fecha de vacante        | Tipo de salida         | Posición en la tabla | Entrenador entrante           | Fecha de nombramiento   |
| ----------------- | ---------------------------- | ----------------------- | ---------------------- | -------------------- | ----------------------------- | ----------------------- |
| Arsenal           | Arsène Wenger (Pretemporada) | 13 de mayo de 2018      | Rescisión del contrato | Pretemporada         | Unai Emery                    | 23 de mayo de 2018      |
| Everton           | Sam Allardyce (Pretemporada) | 16 de mayo de 2018      | Despedido              | Pretemporada         | Marco Silva                   | 31 de mayo de 2018      |
| West Ham United   | David Moyes (Pretemporada)   | 16 de mayo de 2018      | Fin de contrato        | Pretemporada         | Manuel Pellegrini             | 22 de mayo de 2018      |
| Chelsea           | Antonio Conte (Pretemporada) | 13 de julio de 2018     | Despedido              | Pretemporada         | Maurizio Sarri                | 14 de julio de 2018     |
| Fulham            | Slaviša Jokanović (1 - 12)   | 14 de noviembre de 2018 | Despedido              | 20.º                 | Claudio Ranieri (13 - 28)     | 14 de noviembre de 2018 |
| Southampton       | Mark Hughes (1 - 14)         | 3 de diciembre de 2018  | Despedido              | 18.º                 | Kelvin Davis (15)             | 3 de diciembre de 2018  |
| Southampton       | Kelvin Davis (15)            | 5 de diciembre de 2018  | Fin de interinidad     | 18.º                 | Ralph Hasenhüttl (16 - 38)    | 5 de diciembre de 2018  |
| Manchester United | José Mourinho (1 - 17)       | 18 de diciembre de 2018 | Despedido              | 6.º                  | Ole Gunnar Solskjær (18 - 38) | 19 de diciembre de 2018 |
| Huddersfield Town | David Wagner (1 - 22)        | 14 de enero de 2019     | Mutuo acuerdo          | 20.º                 | Mark Hudson (23)              | 14 de enero de 2019     |
| Huddersfield Town | Mark Hudson (23)             | 21 de enero de 2019     | Fin de interinidad     | 20.º                 | Jan Siewert (24 - 38)         | 21 de enero de 2019     |
| Leicester City    | Claude Puel (1 - 27)         | 24 de febrero de 2019   | Despedido              | 12.º                 | Mike Stowell (28)             | 24 de febrero de 2019   |
| Leicester City    | Mike Stowell (28)            | 26 de febrero de 2019   | Fin de interinidad     | 12.º                 | Brendan Rodgers (29 - 38)     | 26 de febrero de 2019   |
| Fulham            | Claudio Ranieri (13 - 28)    | 28 de febrero de 2019   | Despedido              | 19.º                 | Scott Parker (29 - 38)        | 28 de febrero de 2019   |

### Equipos por condado

#### Condados de Inglaterra
| Región                | N.º | Equipos                                                                |
| --------------------- | --- | ---------------------------------------------------------------------- |
| Gran Londres          | 6   | Arsenal, Chelsea, Crystal Palace, Fulham, Tottenham Hotspur y West Ham |
| Gran Mánchester       | 2   | Manchester City y Manchester United                                    |
| Merseyside            | 2   | Everton y Liverpool                                                    |
| Dorset                | 1   | Bournemouth                                                            |
| Hampshire             | 1   | Southampton                                                            |
| Hertfordshire         | 1   | Watford                                                                |
| Lancashire            | 1   | Burnley                                                                |
| Leicestershire        | 1   | Leicester City                                                         |
| Midlands Occidentales | 1   | Wolverhampton                                                          |
| Sussex Oriental       | 1   | Brighton & Hove Albion                                                 |
| Tyne y Wear           | 1   | Newcastle United                                                       |
| Yorkshire del Oeste   | 1   | Huddersfield Town                                                      |

#### Condados preservados de Gales
| Región         | N.º | Equipos      |
| -------------- | --- | ------------ |
| Glamorganshire | 1   | Cardiff City |

## Clasificación
| Pos. | Equipo                 | Pts. | PJ | G  | E  | P  | GF | GC | Dif. | Clasificación 2018–19                  |
| ---- | ---------------------- | ---- | -- | -- | -- | -- | -- | -- | ---- | -------------------------------------- |
| 1    | Manchester City (C)    | 98   | 38 | 32 | 2  | 4  | 95 | 23 | +72  | Fase de grupos de la Liga de Campeones |
| 2    | Liverpool              | 97   | 38 | 30 | 7  | 1  | 89 | 22 | +67  | Fase de grupos de la Liga de Campeones |
| 3    | Chelsea                | 72   | 38 | 21 | 9  | 8  | 63 | 39 | +24  | Fase de grupos de la Liga de Campeones |
| 4    | Tottenham Hotspur      | 71   | 38 | 23 | 2  | 13 | 67 | 39 | +28  | Fase de grupos de la Liga de Campeones |
| 5    | Arsenal                | 70   | 38 | 21 | 7  | 10 | 73 | 51 | +22  | Fase de grupos de la Liga Europa       |
| 6    | Manchester United      | 66   | 38 | 19 | 9  | 10 | 65 | 54 | +11  | Fase de grupos de la Liga Europa       |
| 7    | Wolverhampton          | 57   | 38 | 16 | 9  | 13 | 47 | 46 | +1   | Segunda ronda previa de la Liga Europa |
| 8    | Everton                | 54   | 38 | 15 | 9  | 14 | 54 | 46 | +8   |                                        |
| 9    | Leicester City         | 52   | 38 | 15 | 7  | 16 | 51 | 48 | +3   |                                        |
| 10   | West Ham United        | 52   | 38 | 15 | 7  | 16 | 52 | 55 | −3   |                                        |
| 11   | Watford                | 50   | 38 | 14 | 8  | 16 | 52 | 59 | −7   |                                        |
| 12   | Crystal Palace         | 49   | 38 | 14 | 7  | 17 | 51 | 53 | −2   |                                        |
| 13   | Newcastle United       | 45   | 38 | 12 | 9  | 17 | 42 | 48 | −6   |                                        |
| 14   | Bournemouth            | 45   | 38 | 13 | 6  | 19 | 56 | 70 | −14  |                                        |
| 15   | Burnley                | 40   | 38 | 11 | 7  | 20 | 45 | 68 | −23  |                                        |
| 16   | Southampton            | 39   | 38 | 9  | 12 | 17 | 45 | 65 | −20  |                                        |
| 17   | Brighton & Hove Albion | 36   | 38 | 9  | 9  | 20 | 35 | 60 | −25  |                                        |
| 18   | Cardiff City (D)       | 34   | 38 | 10 | 4  | 24 | 34 | 69 | −35  | Descenso de categoría                  |
| 19   | Fulham (D)             | 26   | 38 | 7  | 5  | 26 | 34 | 81 | −47  | Descenso de categoría                  |
| 20   | Huddersfield Town (D)  | 16   | 38 | 3  | 7  | 28 | 22 | 76 | −54  | Descenso de categoría                  |

Actualizado a los partidos jugados el 12 de mayo de 2019.
 Fuente: Premier League
Criterios de clasificación: Puntos · Diferencia de goles · Goles a favor · Play-off.
Notas:
1. ↑  Manchester United obtuvo puesto a la Fase de grupos de la Liga Europa debido a que el campeón de la FA Cup 2018-19 fue Manchester City que había obtenido su clasificación a la Fase de grupos de la Liga de Campeones mediante la Premier League.
2. ↑  Wolverhampton obtuvo puesto a la Segunda ronda previa de la Liga Europa ya que el campeón de la Copa de la Liga que fue el Manchester City ya estaba clasificado a la Fase de grupos de la Liga de Campeones.

### Evolución de la clasificación
| Equipo                      | 01 | 02 | 03 | 04 | 05 | 06 | 07 | 08 | 09 | 10 | 11 | 12 | 13 | 14 | 15 | 16 | 17 | 18 | 19 | 20 | 21 | 22 | 23 | 24 | 25 | 26 | 27 | 28 | 29 | 30 | 31 | 32 | 33 | 34 | 35 | 36 | 37 | 38 |
| --------------------------- | -- | -- | -- | -- | -- | -- | -- | -- | -- | -- | -- | -- | -- | -- | -- | -- | -- | -- | -- | -- | -- | -- | -- | -- | -- | -- | -- | -- | -- | -- | -- | -- | -- | -- | -- | -- | -- | -- |
| Manchester City1 7          | 5  | 1  | 5  | 4  | 3  | 2  | 1  | 1  | 1  | 1  | 1  | 1  | 1  | 1  | 1  | 2  | 2  | 2  | 3  | 2  | 2  | 2  | 2  | 2  | 2  | 1  | 2  | 2  | 1  | 1  | 2  | 1  | 2  | 2  | 1  | 1  | 1  | 1  |
| Liverpool                   | 1  | 2  | 1  | 1  | 2  | 1  | 2  | 3  | 2  | 2  | 3  | 2  | 2  | 2  | 2  | 1  | 1  | 1  | 1  | 1  | 1  | 1  | 1  | 1  | 1  | 2  | 1  | 1  | 2  | 2  | 1  | 2  | 1  | 1  | 2  | 2  | 2  | 2  |
| Chelsea2                    | 2  | 3  | 3  | 2  | 1  | 3  | 3  | 2  | 3  | 3  | 2  | 3  | 4  | 3  | 4  | 4  | 4  | 4  | 4  | 4  | 4  | 4  | 4  | 5  | 4  | 6  | 6  | 6  | 6  | 6  | 6  | 5  | 3  | 5  | 4  | 4  | 3  | 3  |
| Tottenham Hotspur3 8        | 8  | 5  | 2  | 5  | 6  | 5  | 4  | 5  | 5  | 5  | 4  | 4  | 3  | 5  | 3  | 3  | 3  | 3  | 2  | 3  | 3  | 3  | 3  | 3  | 3  | 3  | 3  | 3  | 3  | 3  | 3  | 3  | 4  | 3  | 3  | 3  | 4  | 4  |
| Arsenal6                    | 15 | 17 | 9  | 9  | 7  | 6  | 5  | 4  | 4  | 4  | 5  | 5  | 5  | 4  | 5  | 5  | 5  | 5  | 5  | 5  | 5  | 5  | 5  | 4  | 6  | 5  | 4  | 4  | 5  | 4  | 4  | 4  | 5  | 4  | 5  | 5  | 5  | 5  |
| Manchester United7          | 7  | 9  | 13 | 10 | 8  | 7  | 10 | 8  | 10 | 8  | 7  | 8  | 7  | 7  | 8  | 6  | 6  | 6  | 6  | 6  | 6  | 6  | 6  | 6  | 5  | 4  | 5  | 5  | 4  | 5  | 5  | 6  | 6  | 6  | 6  | 6  | 6  | 6  |
| Wolverhampton6              | 10 | 14 | 14 | 11 | 9  | 10 | 9  | 7  | 9  | 10 | 11 | 11 | 11 | 12 | 12 | 10 | 7  | 10 | 11 | 7  | 9  | 11 | 8  | 7  | 7  | 7  | 8  | 7  | 7  | 7  | 7  | 7  | 8  | 8  | 7  | 7  | 7  | 7  |
| Everton1                    | 9  | 7  | 8  | 7  | 10 | 12 | 11 | 11 | 8  | 9  | 9  | 9  | 6  | 6  | 6  | 7  | 8  | 11 | 8  | 10 | 11 | 10 | 11 | 8  | 9  | 9  | 11 | 9  | 10 | 11 | 11 | 9  | 9  | 9  | 9  | 9  | 8  | 8  |
| Leicester City              | 13 | 8  | 7  | 8  | 11 | 9  | 8  | 10 | 11 | 12 | 10 | 10 | 10 | 8  | 9  | 9  | 12 | 9  | 7  | 8  | 7  | 8  | 9  | 11 | 11 | 12 | 12 | 11 | 11 | 10 | 10 | 8  | 7  | 7  | 10 | 8  | 9  | 9  |
| West Ham United             | 20 | 19 | 20 | 20 | 16 | 17 | 14 | 15 | 14 | 13 | 13 | 13 | 14 | 13 | 13 | 11 | 9  | 12 | 9  | 11 | 10 | 9  | 10 | 12 | 12 | 10 | 9  | 10 | 9  | 9  | 9  | 11 | 11 | 11 | 11 | 11 | 11 | 10 |
| Watford5                    | 6  | 4  | 4  | 3  | 4  | 4  | 6  | 9  | 7  | 7  | 8  | 7  | 9  | 10 | 11 | 12 | 10 | 7  | 10 | 9  | 8  | 7  | 7  | 9  | 8  | 8  | 7  | 8  | 8  | 8  | 8  | 10 | 10 | 10 | 8  | 10 | 10 | 11 |
| Crystal Palace3             | 4  | 10 | 10 | 15 | 12 | 11 | 13 | 14 | 15 | 14 | 14 | 16 | 16 | 14 | 15 | 16 | 15 | 14 | 14 | 14 | 14 | 14 | 14 | 15 | 14 | 13 | 13 | 14 | 13 | 14 | 14 | 13 | 12 | 13 | 12 | 12 | 12 | 12 |
| Newcastle United            | 14 | 12 | 16 | 18 | 19 | 18 | 18 | 19 | 20 | 19 | 17 | 14 | 13 | 15 | 14 | 15 | 14 | 15 | 15 | 15 | 15 | 18 | 17 | 14 | 15 | 16 | 15 | 13 | 14 | 13 | 13 | 14 | 15 | 15 | 13 | 13 | 14 | 13 |
| Bournemouth                 | 3  | 6  | 6  | 6  | 5  | 8  | 7  | 6  | 6  | 6  | 6  | 6  | 8  | 9  | 7  | 8  | 11 | 8  | 12 | 12 | 12 | 12 | 12 | 10 | 10 | 11 | 10 | 12 | 12 | 12 | 12 | 12 | 13 | 12 | 14 | 14 | 13 | 14 |
| Burnley                     | 11 | 15 | 18 | 19 | 20 | 16 | 12 | 12 | 13 | 15 | 15 | 15 | 17 | 19 | 19 | 17 | 18 | 18 | 18 | 18 | 16 | 15 | 16 | 17 | 17 | 15 | 14 | 15 | 16 | 17 | 17 | 17 | 14 | 14 | 15 | 15 | 15 | 15 |
| Southampton5                | 12 | 13 | 17 | 12 | 13 | 14 | 16 | 16 | 16 | 16 | 16 | 17 | 18 | 18 | 18 | 19 | 17 | 16 | 16 | 17 | 18 | 16 | 15 | 16 | 16 | 18 | 18 | 17 | 17 | 16 | 16 | 16 | 17 | 16 | 16 | 16 | 16 | 16 |
| Brighton & Hove Albion2 4 8 | 16 | 11 | 12 | 14 | 14 | 13 | 15 | 13 | 12 | 11 | 12 | 12 | 12 | 11 | 10 | 13 | 13 | 13 | 13 | 13 | 13 | 13 | 13 | 13 | 13 | 14 | 16 | 16 | 15 | 15 | 15 | 15 | 16 | 17 | 17 | 17 | 17 | 17 |
| Cardiff City4               | 17 | 16 | 15 | 16 | 17 | 19 | 19 | 20 | 17 | 17 | 19 | 18 | 19 | 16 | 16 | 14 | 16 | 17 | 17 | 16 | 17 | 17 | 18 | 18 | 18 | 17 | 17 | 18 | 18 | 18 | 18 | 18 | 18 | 18 | 18 | 18 | 18 | 18 |
| Fulham                      | 18 | 18 | 11 | 13 | 15 | 15 | 17 | 17 | 18 | 18 | 20 | 20 | 20 | 20 | 20 | 20 | 20 | 20 | 19 | 19 | 19 | 19 | 19 | 19 | 19 | 19 | 19 | 19 | 19 | 19 | 19 | 19 | 19 | 19 | 19 | 19 | 19 | 19 |
| Huddersfield Town           | 19 | 20 | 19 | 17 | 18 | 20 | 20 | 18 | 19 | 20 | 18 | 19 | 15 | 17 | 17 | 18 | 19 | 19 | 20 | 20 | 20 | 20 | 20 | 20 | 20 | 20 | 20 | 20 | 20 | 20 | 20 | 20 | 20 | 20 | 20 | 20 | 20 | 20 |

Notas:
- 1 Posiciones de Everton y Manchester City de la fecha 26 con un partido anticipado por la suspensión de su encuentro en la jornada 27 por la Final de la Carabao Cup 2018-19.
- 2 Posiciones de Chelsea y Brighton & Hove Albion de la fecha 27 hasta la 32 con un partido pendiente por la suspensión de su encuentro en la jornada 27 por la Final de la Carabao Cup 2018-19.
- 3 Posiciones de Tottenham Hotspur y Crystal Palace de la fecha 31 hasta la 32 con un partido pendiente por la suspensión de su encuentro en la jornada 31 por los Cuartos de Final de la FA Cup 2018-19.
- 4 Posiciones de Brighton & Hove Albion y Cardiff City de la fecha 31 hasta la 34 con un partido pendiente por la suspensión de su encuentro en la jornada 31 por los Cuartos de Final de la FA Cup 2018-19.
- 5 Posiciones de Watford y Southampton de la fecha 31 hasta la 35 con un partido pendiente por la suspensión de su encuentro en la jornada 31 por los Cuartos de Final de la FA Cup 2018-19.
- 6 Posiciones de Wolverhampton y Arsenal de la fecha 31 hasta la 35 con un partido pendiente por la suspensión de su encuentro en la jornada 31 por los Cuartos de Final de la FA Cup 2018-19.
- 7 Posiciones de Manchester United y Manchester City de la fecha 31 hasta la 35 con un partido pendiente por la suspensión de su encuentro en la jornada 31 por los Cuartos de Final de la FA Cup 2018-19.
- 8 Posiciones de Tottenham Hotspur y Brighton & Hove Albion de la fecha 33 hasta la 35 con un partido pendiente por la suspensión de su encuentro en la jornada 33.

## Resultados
- Los horarios corresponden al huso horario del Reino Unido (Hora de Europa Occidental): UTC+0 en horario estándar y UTC+1 en horario de verano

### Primera vuelta
| Manchester United | 2 - 1 | Leicester City         | Old Trafford         | 10 de agosto | 20:00 |
| Newcastle United  | 1 - 2 | Tottenham Hotspur      | St James' Park       | 11 de agosto | 12:30 |
| Bournemouth       | 2 - 0 | Cardiff City           | Vitality Stadium     | 11 de agosto | 15:00 |
| Fulham            | 0 - 2 | Crystal Palace         | Craven Cottage       | 11 de agosto | 15:00 |
| Huddersfield Town | 0 - 3 | Chelsea                | John Smith's Stadium | 11 de agosto | 15:00 |
| Watford           | 2 - 0 | Brighton & Hove Albion | Vicarage Road        | 11 de agosto | 15:00 |
| Wolverhampton     | 2 - 2 | Everton                | Molineux Stadium     | 11 de agosto | 17:30 |
| Liverpool         | 4 - 0 | West Ham United        | Anfield              | 12 de agosto | 13:30 |
| Southampton       | 0 - 0 | Burnley                | St Mary's Stadium    | 12 de agosto | 13:30 |
| Arsenal           | 0 - 2 | Manchester City        | Emirates Stadium     | 12 de agosto | 16:00 |

| Cardiff City           | 0 - 0 | Newcastle United  | Cardiff City Stadium | 18 de agosto | 12:30 |
| Everton                | 2 - 1 | Southampton       | Goodison Park        | 18 de agosto | 15:00 |
| Leicester City         | 2 - 0 | Wolverhampton     | King Power Stadium   | 18 de agosto | 15:00 |
| Tottenham Hotspur      | 3 - 1 | Fulham            | Wembley Stadium      | 18 de agosto | 15:00 |
| West Ham United        | 1 - 2 | Bournemouth       | London Stadium       | 18 de agosto | 15:00 |
| Chelsea                | 3 - 2 | Arsenal           | Stamford Bridge      | 18 de agosto | 17:30 |
| Burnley                | 1 - 3 | Watford           | Turf Moor            | 19 de agosto | 13:30 |
| Manchester City        | 6 - 1 | Huddersfield Town | Etihad Stadium       | 19 de agosto | 13:30 |
| Brighton & Hove Albion | 3 - 2 | Manchester United | Amex Stadium         | 19 de agosto | 16:00 |
| Crystal Palace         | 0 - 2 | Liverpool         | Selhurst Park        | 20 de agosto | 20:00 |

| Wolverhampton     | 1 - 1 | Manchester City        | Molineux Stadium     | 25 de agosto | 12:30 |
| Arsenal           | 3 - 1 | West Ham United        | Emirates Stadium     | 25 de agosto | 15:00 |
| Bournemouth       | 2 - 2 | Everton                | Vitality Stadium     | 25 de agosto | 15:00 |
| Huddersfield Town | 0 - 0 | Cardiff City           | John Smith's Stadium | 25 de agosto | 15:00 |
| Southampton       | 1 - 2 | Leicester City         | St Mary's Stadium    | 25 de agosto | 15:00 |
| Liverpool         | 1 - 0 | Brighton & Hove Albion | Anfield              | 25 de agosto | 17:30 |
| Watford           | 2 - 1 | Crystal Palace         | Vicarage Road        | 26 de agosto | 13:30 |
| Fulham            | 4 - 2 | Burnley                | Craven Cottage       | 26 de agosto | 16:00 |
| Newcastle United  | 1 - 2 | Chelsea                | St James' Park       | 26 de agosto | 16:00 |
| Manchester United | 0 - 3 | Tottenham Hotspur      | Old Trafford         | 27 de agosto | 20:00 |

| Leicester City         | 1 - 2 | Liverpool         | King Power Stadium   | 1 de septiembre | 12:30 |
| Brighton & Hove Albion | 2 - 2 | Fulham            | Amex Stadium         | 1 de septiembre | 15:00 |
| Chelsea                | 2 - 0 | Bournemouth       | Stamford Bridge      | 1 de septiembre | 15:00 |
| Crystal Palace         | 0 - 2 | Southampton       | Selhurst Park        | 1 de septiembre | 15:00 |
| Everton                | 1 - 1 | Huddersfield Town | Goodison Park        | 1 de septiembre | 15:00 |
| West Ham United        | 0 - 1 | Wolverhampton     | London Stadium       | 1 de septiembre | 15:00 |
| Manchester City        | 2 - 1 | Newcastle United  | Etihad Stadium       | 1 de septiembre | 17:30 |
| Cardiff City           | 2 - 3 | Arsenal           | Cardiff City Stadium | 2 de septiembre | 13:30 |
| Burnley                | 0 - 2 | Manchester United | Turf Moor            | 2 de septiembre | 16:00 |
| Watford                | 2 - 1 | Tottenham Hotspur | Vicarage Road        | 2 de septiembre | 16:00 |

| Tottenham Hotspur | 1 - 2 | Liverpool              | Wembley Stadium      | 15 de septiembre | 12:30 |
| Bournemouth       | 4 - 2 | Leicester City         | Vitality Stadium     | 15 de septiembre | 15:00 |
| Chelsea           | 4 - 1 | Cardiff City           | Stamford Bridge      | 15 de septiembre | 15:00 |
| Huddersfield Town | 0 - 1 | Crystal Palace         | John Smith's Stadium | 15 de septiembre | 15:00 |
| Manchester City   | 3 - 0 | Fulham                 | Etihad Stadium       | 15 de septiembre | 15:00 |
| Newcastle United  | 1 - 2 | Arsenal                | St James' Park       | 15 de septiembre | 15:00 |
| Watford           | 1- 2  | Manchester United      | Vicarage Road        | 15 de septiembre | 17:30 |
| Wolverhampton     | 1 - 0 | Burnley                | Molineux Stadium     | 16 de septiembre | 13:30 |
| Everton           | 1 - 3 | West Ham United        | Goodison Park        | 16 de septiembre | 16:00 |
| Southampton       | 2 - 2 | Brighton & Hove Albion | St Mary's Stadium    | 17 de septiembre | 20:00 |

| Fulham                 | 1 - 1 | Watford           | Craven Cottage       | 22 de septiembre | 12:30 |
| Burnley                | 4 - 0 | Bournemouth       | Turf Moor            | 22 de septiembre | 15:00 |
| Cardiff City           | 0 - 5 | Manchester City   | Cardiff City Stadium | 22 de septiembre | 15:00 |
| Crystal Palace         | 0 - 0 | Newcastle United  | Selhurst Park        | 22 de septiembre | 15:00 |
| Leicester City         | 3 - 1 | Huddersfield Town | King Power Stadium   | 22 de septiembre | 15:00 |
| Liverpool              | 3 - 0 | Southampton       | Anfield              | 22 de septiembre | 15:00 |
| Manchester United      | 1 - 1 | Wolverhampton     | Old Trafford         | 22 de septiembre | 15:00 |
| Brighton & Hove Albion | 1 - 2 | Tottenham Hotspur | Amex Stadium         | 22 de septiembre | 17:30 |
| West Ham United        | 0 - 0 | Chelsea           | London Stadium       | 23 de septiembre | 13:30 |
| Arsenal                | 2 - 0 | Everton           | Emirates Stadium     | 23 de septiembre | 16:00 |

| West Ham United   | 3 - 1 | Manchester United      | London Stadium       | 29 de septiembre | 12:30 |
| Arsenal           | 2 - 0 | Watford                | Emirates Stadium     | 29 de septiembre | 15:00 |
| Everton           | 3 - 0 | Fulham                 | Goodison Park        | 29 de septiembre | 15:00 |
| Huddersfield Town | 0 - 2 | Tottenham Hotspur      | John Smith's Stadium | 29 de septiembre | 15:00 |
| Manchester City   | 2 - 0 | Brighton & Hove Albion | Etihad Stadium       | 29 de septiembre | 15:00 |
| Newcastle United  | 0 - 2 | Leicester City         | St James' Park       | 29 de septiembre | 15:00 |
| Wolverhampton     | 2 - 0 | Southampton            | Molineux Stadium     | 29 de septiembre | 15:00 |
| Chelsea           | 1 - 1 | Liverpool              | Stamford Bridge      | 29 de septiembre | 17:30 |
| Cardiff City      | 1 - 2 | Burnley                | Cardiff City Stadium | 30 de septiembre | 16:00 |
| Bournemouth       | 2 - 1 | Crystal Palace         | Vitality Stadium     | 1 de octubre     | 20:00 |

| Brighton & Hove Albion | 1 - 0 | West Ham United   | Amex Stadium       | 5 de octubre | 20:00 |
| Burnley                | 1 - 1 | Huddersfield Town | Turf Moor          | 6 de octubre | 15:00 |
| Crystal Palace         | 0 - 1 | Wolverhampton     | Selhurst Park      | 6 de octubre | 15:00 |
| Leicester City         | 1 - 2 | Everton           | King Power Stadium | 6 de octubre | 15:00 |
| Tottenham Hotspur      | 1 - 0 | Cardiff City      | Wembley Stadium    | 6 de octubre | 15:00 |
| Watford                | 0 - 4 | Bournemouth       | Vicarage Road      | 6 de octubre | 15:00 |
| Manchester United      | 3 - 2 | Newcastle United  | Old Trafford       | 6 de octubre | 17:30 |
| Fulham                 | 1 - 5 | Arsenal           | Craven Cottage     | 7 de octubre | 12:00 |
| Southampton            | 0 - 3 | Chelsea           | St Mary's Stadium  | 7 de octubre | 14:15 |
| Liverpool              | 0 - 0 | Manchester City   | Anfield            | 7 de octubre | 16:30 |

| Chelsea           | 2 - 2 | Manchester United        | Stamford Bridge      | 20 de octubre | 12:30 |
| Bournemouth       | 0 - 0 | Southampton              | Vitality Stadium     | 20 de octubre | 15:00 |
| Cardiff City      | 4 - 2 | Fulham                   | Cardiff City Stadium | 20 de octubre | 15:00 |
| Manchester City   | 5 - 0 | Burnley                  | Etihad Stadium       | 20 de octubre | 15:00 |
| Newcastle United  | 0 - 1 | Brighton and Hove Albion | St James' Park       | 20 de octubre | 15:00 |
| West Ham United   | 0 - 1 | Tottenham Hotspur        | London Stadium       | 20 de octubre | 15:00 |
| Wolverhampton     | 0 - 2 | Watford                  | Molineux Stadium     | 20 de octubre | 15:00 |
| Huddersfield Town | 0 - 1 | Liverpool                | John Smith's Stadium | 20 de octubre | 17:30 |
| Everton           | 2 - 0 | Crystal Palace           | Goodison Park        | 21 de octubre | 16:00 |
| Arsenal           | 3 - 1 | Leicester City           | Emirates Stadium     | 22 de octubre | 20:00 |

| Brighton & Hove Albion | 1 - 0 | Wolverhampton     | Amex Stadium              | 27 de octubre | 15:00 |
| Fulham                 | 0 - 3 | Bournemouth       | Craven Cottage            | 27 de octubre | 15:00 |
| Liverpool              | 4 - 1 | Cardiff City      | Anfield                   | 27 de octubre | 15:00 |
| Southampton            | 0 - 0 | Newcastle United  | St Mary's Stadium         | 27 de octubre | 15:00 |
| Watford                | 1- 0  | Huddersfield Town | Vicarage Road             | 27 de octubre | 15:00 |
| Leicester City         | 1 - 1 | West Ham United   | King Power Stadium        | 27 de octubre | 17:30 |
| Burnley                | 0 - 4 | Chelsea           | Turf Moor                 | 28 de octubre | 13:30 |
| Crystal Palace         | 2 - 2 | Arsenal           | Selhurst Park             | 28 de octubre | 13:30 |
| Manchester United      | 2 - 1 | Everton           | Old Trafford              | 28 de octubre | 16:00 |
| Tottenham Hotspur      | 0 - 1 | Manchester City   | Tottenham Hotspur Stadium | 29 de octubre | 20:00 |

| Bournemouth       | 1 - 2 | Manchester United        | Vitality Stadium     | 3 de noviembre | 12:30 |
| Cardiff City      | 0 - 1 | Leicester City           | Cardiff City Stadium | 3 de noviembre | 15:00 |
| Everton           | 3 - 1 | Brighton and Hove Albion | Goodison Park        | 3 de noviembre | 15:00 |
| Newcastle United  | 1 - 0 | Watford                  | St James' Park       | 3 de noviembre | 15:00 |
| West Ham United   | 4 - 2 | Burnley                  | London Stadium       | 3 de noviembre | 15:00 |
| Arsenal           | 1 - 1 | Liverpool                | Emirates Stadium     | 3 de noviembre | 17:30 |
| Wolverhampton     | 2 - 3 | Tottenham Hotspur        | Molineux Stadium     | 3 de noviembre | 19:45 |
| Manchester City   | 6 - 1 | Southampton              | Etihad Stadium       | 4 de noviembre | 15:00 |
| Chelsea           | 3 - 1 | Crystal Palace           | Stamford Bridge      | 4 de noviembre | 16:00 |
| Huddersfield Town | 1 - 0 | Fulham                   | John Smith's Stadium | 5 de noviembre | 20:00 |

| Cardiff City      | 2 - 1 | Brighton and Hove Albion | Cardiff City Stadium | 10 de noviembre | 12:30 |
| Huddersfield Town | 1 - 1 | West Ham United          | John Smith's Stadium | 10 de noviembre | 15:00 |
| Leicester City    | 0 - 0 | Burnley                  | King Power Stadium   | 10 de noviembre | 15:00 |
| Newcastle United  | 2 - 1 | Bournemouth              | St James' Park       | 10 de noviembre | 15:00 |
| Southampton       | 1- 1  | Watford                  | St Mary's Stadium    | 10 de noviembre | 15:00 |
| Crystal Palace    | 0 - 1 | Tottenham Hotspur        | Selhurst Park        | 10 de noviembre | 17:30 |
| Liverpool         | 2 - 0 | Fulham                   | Anfield              | 11 de noviembre | 12:00 |
| Chelsea           | 0 - 0 | Everton                  | Stamford Bridge      | 11 de noviembre | 14:15 |
| Arsenal           | 1 - 1 | Wolverhampton            | Emirates Stadium     | 11 de noviembre | 16:30 |
| Manchester City   | 3 - 1 | Manchester United        | Etihad Stadium       | 11 de noviembre | 16:30 |

| Brighton & Hove Albion | 1 - 1 | Leicester City    | Amex Stadium              | 24 de noviembre | 15:00 |
| Everton                | 1 - 0 | Cardiff City      | Goodison Park             | 24 de noviembre | 15:00 |
| Fulham                 | 3 - 2 | Southampton       | Craven Cottage            | 24 de noviembre | 15:00 |
| Manchester United      | 0 - 0 | Crystal Palace    | Old Trafford              | 24 de noviembre | 15:00 |
| Watford                | 0 - 3 | Liverpool         | Vicarage Road             | 24 de noviembre | 15:00 |
| West Ham United        | 0 - 4 | Manchester City   | London Stadium            | 24 de noviembre | 15:00 |
| Tottenham Hotspur      | 3 - 1 | Chelsea           | Tottenham Hotspur Stadium | 24 de noviembre | 17:30 |
| Bournemouth            | 1 - 2 | Arsenal           | Vitality Stadium          | 25 de noviembre | 13:30 |
| Wolverhampton          | 0 - 2 | Huddersfield Town | Molineux Stadium          | 25 de noviembre | 16:00 |
| Burnley                | 1 - 2 | Newcastle United  | Turf Moor                 | 26 de noviembre | 20:00 |

| Cardiff City      | 2 - 1 | Wolverhampton            | Cardiff City Stadium | 30 de noviembre | 20:00 |
| Crystal Palace    | 2 - 0 | Burnley                  | Selhurst Park        | 1 de diciembre  | 15:00 |
| Huddersfield Town | 1 - 2 | Brighton and Hove Albion | John Smith's Stadium | 1 de diciembre  | 15:00 |
| Leicester City    | 2 - 0 | Watford                  | King Power Stadium   | 1 de diciembre  | 15:00 |
| Manchester City   | 3 - 1 | Bournemouth              | Etihad Stadium       | 1 de diciembre  | 15:00 |
| Newcastle United  | 0 - 3 | West Ham United          | St James' Park       | 1 de diciembre  | 15:00 |
| Southampton       | 2 - 2 | Manchester United        | St Mary's Stadium    | 1 de diciembre  | 17:30 |
| Chelsea           | 2 - 0 | Fulham                   | Stamford Bridge      | 2 de diciembre  | 12:00 |
| Arsenal           | 4 - 2 | Tottenham Hotspur        | Emirates Stadium     | 2 de diciembre  | 14:05 |
| Liverpool         | 1 - 0 | Everton                  | Anfield              | 2 de diciembre  | 16:15 |

| Bournemouth            | 2 - 1 | Huddersfield Town | Vitality Stadium          | 4 de diciembre | 19:45 |
| Brighton & Hove Albion | 3 - 1 | Crystal Palace    | Amex Stadium              | 4 de diciembre | 19:45 |
| West Ham United        | 3 - 1 | Cardiff City      | London Stadium            | 4 de diciembre | 19:45 |
| Watford                | 1 - 2 | Manchester City   | Vicarage Road             | 4 de diciembre | 20:00 |
| Burnley                | 1 - 3 | Liverpool         | Turf Moor                 | 5 de diciembre | 19:45 |
| Everton                | 1 - 1 | Newcastle United  | Goodison Park             | 5 de diciembre | 19:45 |
| Fulham                 | 1 - 1 | Leicester City    | Craven Cottage            | 5 de diciembre | 19:45 |
| Wolverhampton          | 2 - 1 | Chelsea           | Molineux Stadium          | 5 de diciembre | 19:45 |
| Manchester United      | 2 - 2 | Arsenal           | Old Trafford              | 5 de diciembre | 20:00 |
| Tottenham Hotspur      | 3 - 1 | Southampton       | Tottenham Hotspur Stadium | 5 de diciembre | 20:00 |

| Bournemouth       | 0 - 4 | Liverpool                | Vitality Stadium     | 8 de diciembre  | 12:30 |
| Arsenal           | 1 - 0 | Huddersfield Town        | Emirates Stadium     | 8 de diciembre  | 15:00 |
| Burnley           | 1 - 0 | Brighton and Hove Albion | Turf Moor            | 8 de diciembre  | 15:00 |
| Cardiff City      | 1 - 0 | Southampton              | Cardiff City Stadium | 8 de diciembre  | 15:00 |
| Manchester United | 4 - 1 | Fulham                   | Old Trafford         | 8 de diciembre  | 15:00 |
| West Ham United   | 3 - 2 | Crystal Palace           | London Stadium       | 8 de diciembre  | 15:00 |
| Chelsea           | 2 - 0 | Manchester City          | Stamford Bridge      | 8 de diciembre  | 17:30 |
| Leicester City    | 0 - 2 | Tottenham Hotspur        | King Power Stadium   | 8 de diciembre  | 19:45 |
| Newcastle United  | 1 - 2 | Wolverhampton            | St James' Park       | 9 de diciembre  | 16:00 |
| Everton           | 2 - 2 | Watford                  | Goodison Park        | 10 de diciembre | 20:00 |

| Manchester City        | 3 - 1 | Everton           | Etihad Stadium            | 15 de diciembre | 12:30 |
| Crystal Palace         | 1 - 0 | Leicester City    | Selhurst Park             | 15 de diciembre | 15:00 |
| Huddersfield Town      | 0 - 1 | Newcastle United  | John Smith's Stadium      | 15 de diciembre | 15:00 |
| Tottenham Hotspur      | 1 - 0 | Burnley           | Tottenham Hotspur Stadium | 15 de diciembre | 15:00 |
| Watford                | 3 - 2 | Cardiff City      | Vicarage Road             | 15 de diciembre | 15:00 |
| Wolverhampton          | 2 - 0 | Bournemouth       | Molineux Stadium          | 15 de diciembre | 15:00 |
| Fulham                 | 0 - 2 | West Ham United   | Craven Cottage            | 15 de diciembre | 17:30 |
| Brighton & Hove Albion | 1 - 2 | Chelsea           | Amex Stadium              | 16 de diciembre | 15:00 |
| Southampton            | 3 - 2 | Arsenal           | St Mary's Stadium         | 16 de diciembre | 15:00 |
| Liverpool              | 3 - 1 | Manchester United | Anfield                   | 16 de diciembre | 16:00 |

| Wolverhampton     | 0 - 2 | Liverpool                | Molineux Stadium     | 21 de diciembre | 20:00 |
| Arsenal           | 3 - 1 | Burnley                  | Emirates Stadium     | 22 de diciembre | 12:30 |
| Bournemouth       | 2 - 0 | Brighton and Hove Albion | Vitality Stadium     | 22 de diciembre | 15:00 |
| Chelsea           | 0 - 1 | Leicester City           | Stamford Bridge      | 22 de diciembre | 15:00 |
| Huddersfield Town | 1 - 3 | Southampton              | John Smith's Stadium | 22 de diciembre | 15:00 |
| Manchester City   | 2 - 3 | Crystal Palace           | Etihad Stadium       | 22 de diciembre | 15:00 |
| Newcastle United  | 0 - 0 | Fulham                   | St James' Park       | 22 de diciembre | 15:00 |
| West Ham United   | 0 - 2 | Watford                  | London Stadium       | 22 de diciembre | 15:00 |
| Cardiff City      | 1 - 5 | Manchester United        | Cardiff City Stadium | 22 de diciembre | 17:30 |
| Everton           | 2 - 6 | Tottenham Hotspur        | Goodison Park        | 23 de diciembre | 16:00 |

| Fulham                 | 1 - 1 | Wolverhampton     | Craven Cottage            | 26 de diciembre | 12:30 |
| Burnley                | 1 - 5 | Everton           | Turf Moor                 | 26 de diciembre | 15:00 |
| Crystal Palace         | 0 - 0 | Cardiff City      | Selhurst Park             | 26 de diciembre | 15:00 |
| Leicester City         | 2 - 1 | Manchester City   | King Power Stadium        | 26 de diciembre | 15:00 |
| Liverpool              | 4 - 0 | Newcastle United  | Anfield                   | 26 de diciembre | 15:00 |
| Manchester United      | 3 - 1 | Huddersfield Town | Old Trafford              | 26 de diciembre | 15:00 |
| Tottenham Hotspur      | 5 - 0 | Bournemouth       | Tottenham Hotspur Stadium | 26 de diciembre | 15:00 |
| Brighton & Hove Albion | 1 - 1 | Arsenal           | Amex Stadium              | 26 de diciembre | 17:15 |
| Watford                | 1 - 2 | Chelsea           | Vicarage Road             | 26 de diciembre | 19:30 |
| Southampton            | 1 - 2 | West Ham United   | St Mary's Stadium         | 27 de diciembre | 19:45 |

### Segunda vuelta
| Brighton & Hove Albion | 1 - 0 | Everton           | Amex Stadium       | 29 de diciembre | 15:00 |
| Fulham                 | 1 - 0 | Huddersfield Town | Craven Cottage     | 29 de diciembre | 15:00 |
| Leicester City         | 0 - 1 | Cardiff City      | King Power Stadium | 29 de diciembre | 15:00 |
| Tottenham Hotspur      | 1 - 3 | Wolverhampton     | Wembley Stadium    | 29 de diciembre | 15:00 |
| Watford                | 1 - 1 | Newcastle United  | Vicarage Road      | 29 de diciembre | 15:00 |
| Liverpool              | 5 - 1 | Arsenal           | Anfield            | 29 de diciembre | 17:30 |
| Crystal Palace         | 0 - 1 | Chelsea           | Selhurst Park      | 30 de diciembre | 12:00 |
| Burnley                | 2 - 0 | West Ham United   | Turf Moor          | 30 de diciembre | 14:15 |
| Southampton            | 1 - 3 | Manchester City   | St Mary's Stadium  | 30 de diciembre | 14:15 |
| Manchester United      | 4 - 1 | Bournemouth       | Old Trafford       | 30 de diciembre | 16:30 |

| Everton           | 0 - 1 | Leicester City         | Goodison Park        | 1 de enero | 12:30 |
| Arsenal           | 4 - 1 | Fulham                 | Emirates Stadium     | 1 de enero | 15:00 |
| Cardiff City      | 0 - 5 | Tottenham Hotspur      | Cardiff City Stadium | 1 de enero | 17:30 |
| Bournemouth       | 3 - 3 | Watford                | Vitality Stadium     | 2 de enero | 19:45 |
| Chelsea           | 0 - 0 | Southampton            | Stamford Bridge      | 2 de enero | 19:45 |
| Huddersfield Town | 1 - 2 | Burnley                | John Smith's Stadium | 2 de enero | 19:45 |
| West Ham United   | 2 - 2 | Brighton & Hove Albion | London Stadium       | 2 de enero | 19:45 |
| Wolverhampton     | 0 - 2 | Crystal Palace         | Molineux Stadium     | 2 de enero | 19:45 |
| Newcastle United  | 0 - 2 | Manchester United      | St James' Park       | 2 de enero | 20:00 |
| Manchester City   | 2 - 1 | Liverpool              | Etihad Stadium       | 3 de enero | 20:00 |

| West Ham United        | 1 - 0 | Arsenal           | London Stadium       | 12 de enero | 12:30 |
| Brighton & Hove Albion | 0 - 1 | Liverpool         | Amex Stadium         | 12 de enero | 15:00 |
| Burnley                | 2 - 1 | Fulham            | Turf Moor            | 12 de enero | 15:00 |
| Cardiff City           | 0 - 0 | Huddersfield Town | Cardiff City Stadium | 12 de enero | 15:00 |
| Crystal Palace         | 1- 2  | Watford           | Selhurst Park        | 12 de enero | 15:00 |
| Leicester City         | 1 - 3 | Southampton       | King Power Stadium   | 12 de enero | 15:00 |
| Chelsea                | 2 - 1 | Newcastle United  | Stamford Bridge      | 12 de enero | 17:30 |
| Everton                | 2 - 0 | Bournemouth       | Goodison Park        | 13 de enero | 14:15 |
| Tottenham Hotspur      | 0 - 1 | Manchester United | Wembley Stadium      | 13 de enero | 16:30 |
| Manchester City        | 3 - 0 | Wolverhampton     | Etihad Stadium       | 14 de enero | 20:00 |

| Wolverhampton     | 4 - 3 | Leicester City         | Molineux Stadium     | 19 de enero | 12:30 |
| Bournemouth       | 2 - 0 | West Ham United        | Vitality Stadium     | 19 de enero | 15:00 |
| Liverpool         | 4 - 3 | Crystal Palace         | Anfield              | 19 de enero | 15:00 |
| Manchester United | 2 - 1 | Brighton & Hove Albion | Old Trafford         | 19 de enero | 15:00 |
| Newcastle United  | 3 - 0 | Cardiff City           | St James' Park       | 19 de enero | 15:00 |
| Southampton       | 2 - 1 | Everton                | St Mary's Stadium    | 19 de enero | 15:00 |
| Watford           | 0 - 0 | Burnley                | Vicarage Road        | 19 de enero | 15:00 |
| Arsenal           | 2 - 0 | Chelsea                | Emirates Stadium     | 19 de enero | 17:30 |
| Huddersfield Town | 0 - 3 | Manchester City        | John Smith's Stadium | 20 de enero | 13:30 |
| Fulham            | 1 - 2 | Tottenham Hotspur      | Craven Cottage       | 20 de enero | 16:00 |

| Arsenal           | 2 - 1 | Cardiff City           | Emirates Stadium     | 29 de enero | 19:45 |
| Fulham            | 4 - 2 | Brighton & Hove Albion | Craven Cottage       | 29 de enero | 19:45 |
| Huddersfield Town | 0 - 1 | Everton                | John Smith's Stadium | 29 de enero | 19:45 |
| Wolverhampton     | 3 - 0 | West Ham United        | Molineux Stadium     | 29 de enero | 19:45 |
| Manchester United | 2 - 2 | Burnley                | Old Trafford         | 29 de enero | 20:00 |
| Newcastle United  | 2 - 1 | Manchester City        | St James' Park       | 29 de enero | 20:00 |
| Bournemouth       | 4 - 0 | Chelsea                | Vitality Stadium     | 30 de enero | 19:45 |
| Southampton       | 1 - 1 | Crystal Palace         | St Mary's Stadium    | 30 de enero | 19:45 |
| Liverpool         | 1 - 1 | Leicester City         | Anfield              | 30 de enero | 20:00 |
| Tottenham Hotspur | 2 - 1 | Watford                | Wembley Stadium      | 30 de enero | 20:00 |

| Tottenham Hotspur      | 1 - 0 | Newcastle United  | Wembley Stadium      | 2 de febrero | 12:30 |
| Brighton & Hove Albion | 0 - 0 | Watford           | Amex Stadium         | 2 de febrero | 15:00 |
| Burnley                | 1 - 1 | Southampton       | Turf Moor            | 2 de febrero | 15:00 |
| Chelsea                | 5 - 0 | Huddersfield Town | Stamford Bridge      | 2 de febrero | 15:00 |
| Crystal Palace         | 2 - 0 | Fulham            | Selhurst Park        | 2 de febrero | 15:00 |
| Everton                | 1 - 3 | Wolverhampton     | Goodison Park        | 2 de febrero | 15:00 |
| Cardiff City           | 2 - 0 | Bournemouth       | Cardiff City Stadium | 2 de febrero | 17:30 |
| Leicester City         | 0 - 1 | Manchester United | King Power Stadium   | 3 de febrero | 14:05 |
| Manchester City        | 3 - 1 | Arsenal           | Etihad Stadium       | 3 de febrero | 16:30 |
| West Ham United        | 1 - 1 | Liverpool         | London Stadium       | 4 de febrero | 20:00 |

| Fulham                 | 0 - 3 | Manchester United | Craven Cottage       | 9 de febrero  | 12:30 |
| Crystal Palace         | 1 - 1 | West Ham United   | Selhurst Park        | 9 de febrero  | 15:00 |
| Huddersfield Town      | 1 - 2 | Arsenal           | John Smith's Stadium | 9 de febrero  | 15:00 |
| Liverpool              | 3 - 0 | Bournemouth       | Anfield              | 9 de febrero  | 15:00 |
| Southampton            | 1 - 2 | Cardiff City      | St Mary's Stadium    | 9 de febrero  | 15:00 |
| Watford                | 1 - 0 | Everton           | Vicarage Road        | 9 de febrero  | 15:00 |
| Brighton & Hove Albion | 1 - 3 | Burnley           | Amex Stadium         | 9 de febrero  | 15:30 |
| Tottenham Hotspur      | 3 - 1 | Leicester City    | Wembley Stadium      | 10 de febrero | 13:30 |
| Manchester City        | 6 - 0 | Chelsea           | Etihad Stadium       | 10 de febrero | 16:00 |
| Wolverhampton          | 1 - 1 | Newcastle United  | Molineux Stadium     | 11 de febrero | 20:00 |

| Everton           | 0 - 2 | Manchester City        | Goodison Park        | 6 de febrero  | 19:45 |
| Cardiff City      | 1 - 5 | Watford                | Cardiff City Stadium | 22 de febrero | 19:45 |
| West Ham United   | 3 - 1 | Fulham                 | London Stadium       | 22 de febrero | 19:45 |
| Burnley           | 2 - 1 | Tottenham Hotspur      | Turf Moor            | 23 de febrero | 12:30 |
| Bournemouth       | 1 - 1 | Wolverhampton          | Vitality Stadium     | 23 de febrero | 15:00 |
| Newcastle United  | 2 - 0 | Huddersfield Town      | St James' Park       | 23 de febrero | 15:00 |
| Leicester City    | 1 - 4 | Crystal Palace         | King Power Stadium   | 23 de febrero | 17:30 |
| Arsenal           | 2 - 0 | Southampton            | Emirates Stadium     | 24 de febrero | 14:05 |
| Manchester United | 0 - 0 | Liverpool              | Old Trafford         | 24 de febrero | 14:05 |
| Chelsea           | 3 - 0 | Brighton & Hove Albion | Stamford Bridge      | 3 de abril    | 19:45 |

| Cardiff City      | 0 - 3 | Everton                | Cardiff City Stadium | 26 de febrero | 19:45 |
| Huddersfield Town | 1 - 0 | Wolverhampton          | John Smith's Stadium | 26 de febrero | 19:45 |
| Leicester City    | 2 - 1 | Brighton & Hove Albion | King Power Stadium   | 26 de febrero | 19:45 |
| Newcastle United  | 2 - 0 | Burnley                | St James' Park       | 26 de febrero | 20:00 |
| Arsenal           | 5 - 1 | Bournemouth            | Emirates Stadium     | 27 de febrero | 19:45 |
| Southampton       | 2 - 0 | Fulham                 | St Mary's Stadium    | 27 de febrero | 19:45 |
| Chelsea           | 2 - 0 | Tottenham Hotspur      | Stamford Bridge      | 27 de febrero | 20:00 |
| Crystal Palace    | 1 - 3 | Manchester United      | Selhurst Park        | 27 de febrero | 20:00 |
| Liverpool         | 5 - 0 | Watford                | Anfield              | 27 de febrero | 20:00 |
| Manchester City   | 1 - 0 | West Ham United        | Etihad Stadium       | 27 de febrero | 20:00 |

| Tottenham Hotspur      | 1 - 1 | Arsenal           | Wembley Stadium  | 2 de marzo | 12:30 |
| Bournemouth            | 0 - 1 | Manchester City   | Vitality Stadium | 2 de marzo | 15:00 |
| Brighton & Hove Albion | 1 - 0 | Huddersfield Town | Amex Stadium     | 2 de marzo | 15:00 |
| Burnley                | 1 - 3 | Crystal Palace    | Turf Moor        | 2 de marzo | 15:00 |
| Manchester United      | 3 - 2 | Southampton       | Old Trafford     | 2 de marzo | 15:00 |
| Wolverhampton          | 2 - 0 | Cardiff City      | Molineux Stadium | 2 de marzo | 15:00 |
| West Ham United        | 2 - 0 | Newcastle United  | London Stadium   | 2 de marzo | 17:30 |
| Watford                | 2 - 1 | Leicester City    | Vicarage Road    | 3 de marzo | 12:00 |
| Fulham                 | 1 - 2 | Chelsea           | Craven Cottage   | 3 de marzo | 14:05 |
| Everton                | 0 - 0 | Liverpool         | Goodison Park    | 3 de marzo | 16:15 |

| Crystal Palace    | 1 - 2 | Brighton & Hove Albion | Selhurst Park        | 9 de marzo  | 12:30 |
| Cardiff City      | 2 - 0 | West Ham United        | Cardiff City Stadium | 9 de marzo  | 15:00 |
| Huddersfield Town | 0 - 2 | Bournemouth            | John Smith's Stadium | 9 de marzo  | 15:00 |
| Leicester City    | 3 - 1 | Fulham                 | King Power Stadium   | 9 de marzo  | 15:00 |
| Newcastle United  | 3 - 2 | Everton                | St James' Park       | 9 de marzo  | 15:00 |
| Southampton       | 2 - 1 | Tottenham Hotspur      | St Mary's Stadium    | 9 de marzo  | 15:00 |
| Manchester City   | 3 - 1 | Watford                | Etihad Stadium       | 9 de marzo  | 17:30 |
| Liverpool         | 4 - 2 | Burnley                | Anfield              | 10 de marzo | 12:00 |
| Chelsea           | 1 - 1 | Wolverhampton          | Stamford Bridge      | 10 de marzo | 14:05 |
| Arsenal           | 2 - 0 | Manchester United      | Emirates Stadium     | 10 de marzo | 16:30 |

| Bournemouth            | 2 - 2 | Newcastle United  | Vitality Stadium          | 16 de marzo | 15:00 |
| Burnley                | 1 - 2 | Leicester City    | Turf Moor                 | 16 de marzo | 15:00 |
| West Ham United        | 4 - 3 | Huddersfield Town | London Stadium            | 16 de marzo | 15:00 |
| Fulham                 | 1 - 2 | Liverpool         | Craven Cottage            | 17 de marzo | 14:15 |
| Everton                | 2 - 0 | Chelsea           | Goodison Park             | 17 de marzo | 16:30 |
| Tottenham Hotspur      | 2 - 0 | Crystal Palace    | Tottenham Hotspur Stadium | 3 de abril  | 19:45 |
| Brighton & Hove Albion | 0 - 2 | Cardiff City      | Amex Stadium              | 16 de abril | 19:45 |
| Watford                | 1 - 1 | Southampton       | Vicarage Road             | 23 de abril | 19:45 |
| Wolverhampton          | 3 - 1 | Arsenal           | Molineux Stadium          | 24 de abril | 19:45 |
| Manchester United      | 0 - 2 | Manchester City   | Old Trafford              | 24 de abril | 20:00 |

| Fulham                 | 0 - 2 | Manchester City   | Craven Cottage       | 30 de marzo | 12:30 |
| Brighton & Hove Albion | 0 - 1 | Southampton       | Amex Stadium         | 30 de marzo | 15:00 |
| Burnley                | 2 - 0 | Wolverhampton     | Turf Moor            | 30 de marzo | 15:00 |
| Crystal Palace         | 2 - 0 | Huddersfield Town | Selhurst Park        | 30 de marzo | 15:00 |
| Leicester City         | 2 - 0 | Bournemouth       | King Power Stadium   | 30 de marzo | 15:00 |
| Manchester United      | 2 - 1 | Watford           | Old Trafford         | 30 de marzo | 15:00 |
| West Ham United        | 0 - 2 | Everton           | London Stadium       | 30 de marzo | 17:30 |
| Cardiff City           | 1 - 2 | Chelsea           | Cardiff City Stadium | 31 de marzo | 14:05 |
| Liverpool              | 2 - 1 | Tottenham Hotspur | Anfield              | 31 de marzo | 16:30 |
| Arsenal                | 2 - 0 | Newcastle United  | Emirates Stadium     | 1 de abril  | 20:00 |

| Watford           | 4 - 1 | Fulham                 | Vicarage Road             | 2 de abril  | 19:45 |
| Wolverhampton     | 2 - 1 | Manchester United      | Molineux Stadium          | 2 de abril  | 19:45 |
| Manchester City   | 2 - 0 | Cardiff City           | Etihad Stadium            | 3 de abril  | 19:45 |
| Southampton       | 1 - 3 | Liverpool              | St Mary's Stadium         | 5 de abril  | 20:00 |
| Bournemouth       | 1 - 3 | Burnley                | Vitality Stadium          | 6 de abril  | 15:00 |
| Huddersfield Town | 1 - 4 | Leicester City         | John Smith's Stadium      | 6 de abril  | 15:00 |
| Newcastle United  | 0 - 1 | Crystal Palace         | St James' Park            | 6 de abril  | 15:00 |
| Everton           | 1 - 0 | Arsenal                | Goodison Park             | 7 de abril  | 14:05 |
| Chelsea           | 2 - 0 | West Ham United        | Stamford Bridge           | 8 de abril  | 20:00 |
| Tottenham Hotspur | 1 - 0 | Brighton & Hove Albion | Tottenham Hotspur Stadium | 23 de abril | 19:45 |

| Leicester City         | 0 - 1 | Newcastle United  | King Power Stadium        | 12 de abril | 20:00 |
| Tottenham Hotspur      | 4 - 0 | Huddersfield Town | Tottenham Hotspur Stadium | 13 de abril | 12:30 |
| Brighton & Hove Albion | 0 - 5 | Bournemouth       | Amex Stadium              | 13 de abril | 15:00 |
| Burnley                | 2 - 0 | Cardiff City      | Turf Moor                 | 13 de abril | 15:00 |
| Fulham                 | 2 - 0 | Everton           | Craven Cottage            | 13 de abril | 15:00 |
| Southampton            | 3 - 1 | Wolverhampton     | St Mary's Stadium         | 13 de abril | 15:00 |
| Manchester United      | 2 - 1 | West Ham United   | Old Trafford              | 13 de abril | 17:30 |
| Crystal Palace         | 1 - 3 | Manchester City   | Selhurst Park             | 14 de abril | 14:05 |
| Liverpool              | 2 - 0 | Chelsea           | Anfield                   | 14 de abril | 16:30 |
| Watford                | 0 - 1 | Arsenal           | Vicarage Road             | 15 de abril | 20:00 |

| Manchester City   | 3 - 0 | Tottenham Hotspur      | Etihad Stadium       | 20 de abril | 12:30 |
| Bournemouth       | 0 - 1 | Fulham                 | Vitality Stadium     | 20 de abril | 15:00 |
| Huddersfield Town | 1 -2  | Watford                | John Smith's Stadium | 20 de abril | 15:00 |
| West Ham United   | 2 - 2 | Leicester City         | London Stadium       | 20 de abril | 15:00 |
| Wolverhampton     | 0 - 0 | Brighton & Hove Albion | Molineux Stadium     | 20 de abril | 15:00 |
| Newcastle United  | 3 - 1 | Southampton            | St James' Park       | 20 de abril | 17:30 |
| Everton           | 4 - 0 | Manchester United      | Goodison Park        | 21 de abril | 13:30 |
| Arsenal           | 2 - 3 | Crystal Palace         | Emirates Stadium     | 21 de abril | 16:00 |
| Cardiff City      | 0 - 2 | Liverpool              | Cardiff City Stadium | 21 de abril | 16:00 |
| Chelsea           | 2 - 2 | Burnley                | Stamford Bridge      | 22 de abril | 20:00 |

| Liverpool              | 5 - 0 | Huddersfield Town | Anfield                   | 26 de abril | 20:00 |
| Tottenham Hotspur      | 0 - 1 | West Ham United   | Tottenham Hotspur Stadium | 27 de abril | 12:30 |
| Crystal Palace         | 0 - 0 | Everton           | Selhurst Park             | 27 de abril | 15:00 |
| Fulham                 | 1 - 0 | Cardiff City      | Craven Cottage            | 27 de abril | 15:00 |
| Southampton            | 3 - 3 | Bournemouth       | St Mary's Stadium         | 27 de abril | 15:00 |
| Watford                | 1 - 2 | Wolverhampton     | Vicarage Road             | 27 de abril | 15:00 |
| Brighton & Hove Albion | 1 - 1 | Newcastle United  | Amex Stadium              | 27 de abril | 17:30 |
| Leicester City         | 3 - 0 | Arsenal           | King Power Stadium        | 28 de abril | 12:00 |
| Burnley                | 0 - 1 | Manchester City   | Turf Moor                 | 28 de abril | 14:05 |
| Manchester United      | 1 - 1 | Chelsea           | Old Trafford              | 28 de abril | 16:30 |

| Everton           | 2 - 0 | Burnley                | Goodison Park        | 3 de mayo | 20:00 |
| Bournemouth       | 1 - 0 | Tottenham Hotspur      | Vitality Stadium     | 4 de mayo | 12:30 |
| West Ham United   | 3 - 0 | Southampton            | London Stadium       | 4 de mayo | 15:00 |
| Wolverhampton     | 1 - 0 | Fulham                 | Molineux Stadium     | 4 de mayo | 15:00 |
| Cardiff City      | 2 - 3 | Crystal Palace         | Cardiff City Stadium | 4 de mayo | 17:30 |
| Newcastle United  | 2 - 3 | Liverpool              | St James' Park       | 4 de mayo | 19:45 |
| Chelsea           | 3 - 0 | Watford                | Stamford Bridge      | 5 de mayo | 14:00 |
| Huddersfield Town | 1 - 1 | Manchester United      | John Smith's Stadium | 5 de mayo | 14:00 |
| Arsenal           | 1 - 1 | Brighton & Hove Albion | Emirates Stadium     | 5 de mayo | 16:30 |
| Manchester City   | 1 - 0 | Leicester City         | Etihad Stadium       | 6 de mayo | 20:00 |

| Brighton & Hove Albion | 1 - 4 | Manchester City   | Amex Stadium              | 12 de mayo | 15:00 |
| Burnley                | 1 - 3 | Arsenal           | Turf Moor                 | 12 de mayo | 15:00 |
| Crystal Palace         | 5 - 3 | Bournemouth       | Selhurst Park             | 12 de mayo | 15:00 |
| Fulham                 | 0 - 4 | Newcastle United  | Craven Cottage            | 12 de mayo | 15:00 |
| Leicester City         | 0 - 0 | Chelsea           | King Power Stadium        | 12 de mayo | 15:00 |
| Liverpool              | 2 - 0 | Wolverhampton     | Anfield                   | 12 de mayo | 15:00 |
| Manchester United      | 0 - 2 | Cardiff City      | Old Trafford              | 12 de mayo | 15:00 |
| Southampton            | 1 - 1 | Huddersfield Town | St Mary's Stadium         | 12 de mayo | 15:00 |
| Tottenham Hotspur      | 2 - 2 | Everton           | Tottenham Hotspur Stadium | 12 de mayo | 15:00 |
| Watford                | 1 - 4 | West Ham          | Vicarage Road             | 12 de mayo | 15:00 |

|                                                                                           |
| Bandera de Gran Mánchester                                                                |
| Campeón Manchester City F. C. 6.° título de Primera División 4.° título de Premier League |

## Estadísticas
| Sadio Mané                               | Liverpool Football Club | 22 | 36 | 0.61 |
| Pierre-Emerick Aubameyang                | Arsenal                 | 22 | 36 | 0.61 |
| Mohamed Salah                            | Liverpool               | 22 | 38 | 0.58 |
| Sergio Agüero                            | Manchester City         | 21 | 32 | 0.66 |
| Harry Kane                               | Tottenham Hotspur       | 19 | 28 | 0.68 |
| Jamie Vardy                              | Leicester City          | 18 | 35 | 0.51 |
| Raheem Sterling                          | Manchester City         | 17 | 34 | 0.5  |
| Eden Hazard                              | Chelsea                 | 16 | 34 | 0.47 |
| Última actualización: 12 de mayo de 2019 |                         |    |    |      |

| Jugador             | Equipo            | Autogoles |
| ------------------- | ----------------- | --------- |
| Conor Coady         | Wolverhampton     | 3         |
| Craig Cathcart      | Watford           | 2         |
| Wesley Hoedt        | Southampton       | 2         |
| Toby Alderweireld   | Tottenham Hotspur | 1         |
| Phil Bardsley       | Burnley           | 1         |
| Ashley Barnes       | Burnley           | 1         |
| Héctor Bellerín     | Arsenal           | 1         |
| Seamus Coleman      | Everton           | 1         |
| Steve Cook          | Bournemouth       | 1         |
| Lucas Digne         | Everton           | 1         |
| Issa Diop           | West Ham United   | 1         |
| Matt Doherty        | Wolverhampton     | 1         |
| Abdoulaye Doucouré  | Watford           | 1         |
| Timothy Fosu-Mensah | Fulham            | 1         |
| Terence Kongolo     | Huddersfield Town | 1         |
| Jefferson Lerma     | Bournemouth       | 1         |
| Victor Lindelöf     | Manchester United | 1         |
| Fernando Llorente   | Tottenham Hotspur | 1         |
| Ben Mee             | Burnley           | 1         |
| Denis Odoi          | Fulham            | 1         |
| Marcos Rojo         | Manchester United | 1         |
| Chris Smalling      | Manchester United | 1         |
| Kieran Trippier     | Tottenham Hotspur | 1         |
| James Ward-Prowse   | Southampton       | 1         |
| DeAndre Yedlin      | Newcastle United  | 1         |

| Eden Hazard                              | Chelsea           | 13 | 34 |
| Ryan Fraser                              | Bournemouth       | 13 | 36 |
| Christian Eriksen                        | Tottenham Hotspur | 12 | 33 |
| Andrew Robertson                         | Liverpool         | 11 | 34 |
| Leroy Sané                               | Manchester City   | 10 | 29 |
| Raheem Sterling                          | Manchester City   | 10 | 31 |
| Trent Alexander-Arnold                   | Liverpool         | 11 | 27 |
| Callum Wilson                            | Bournemouth       | 9  | 28 |
| Paul Pogba                               | Manchester United | 9  | 32 |
| Última actualización: 12 de mayo de 2019 |                   |    |    |

## Datos y más estadísticas

### Récords de goles
- Primer gol de la temporada: Anotado por Paul Pogba, para el Manchester United contra el Leicester City (10 de agosto de 2018).
- Último gol de la temporada: Anotado por Eddie Nketiah, para el Arsenal contra el Burnley (12 de mayo de 2019).
- Gol más rápido: Anotado a los 7.69 segundos por Shane Long en el Watford 1 - 1 Southampton (23 de abril de 2019).
- Gol más cercano al final del encuentro: Anotado a los 90+7 minutos por Gabriel Jesus en el Everton 0 - 2 Manchester City (6 de febrero de 2019).

#### Hat-tricks o pókers
Aquí se encuentra la lista de hat-tricks y póker de goles (en general, tres o más goles marcados por un jugador en un mismo encuentro) conseguidos en la temporada.
| Fecha      | Jugador         | Goles               | Local             | Resultado | Visitante         | Jornada    |
| ---------- | --------------- | ------------------- | ----------------- | --------- | ----------------- | ---------- |
| 19/8/2018  | Sergio Agüero   | 25' · 35' · 75'     | Manchester City   | 6 - 1     | Huddersfield Town | Jornada 2  |
| 15/9/2018  | Eden Hazard     | 37' · 44' · 80' (p) | Chelsea           | 4 - 1     | Cardiff City      | Jornada 5  |
| 8/12/2018  | Mohamed Salah   | 25' · 48' · 77'     | Bournemouth       | 0 - 4     | Liverpool         | Jornada 16 |
| 29/12/2018 | Roberto Firmino | 14' · 16' · 65' (p) | Liverpool         | 5 - 1     | Arsenal           | Jornada 20 |
| 19/1/2019  | Diogo Jota      | 4' · 64' · 90'+3    | Wolverhampton     | 4 - 3     | Leicester City    | Jornada 23 |
| 3/2/2019   | Sergio Agüero   | 1' · 44' · 61'      | Manchester City   | 3 - 1     | Arsenal           | Jornada 25 |
| 10/2/2019  | Sergio Agüero   | 13' · 19' · 56' (p) | Manchester City   | 6 - 0     | Chelsea           | Jornada 26 |
| 22/2/2019  | Gerard Deulofeu | 18' · 61' · 63'     | Cardiff City      | 1 - 5     | Watford           | Jornada 27 |
| 9/3/2019   | Raheem Sterling | 46' · 50' · 59'     | Manchester City   | 3 - 1     | Watford           | Jornada 30 |
| 13/4/2019  | Lucas Moura     | 27' · 87' · 90+3'   | Tottenham Hotspur | 4 - 0     | Huddersfield Town | Jornada 34 |
| 20/4/2019  | Ayoze Pérez     | 27' · 31' · 86'     | Newcastle United  | 3 - 1     | Southampton       | Jornada 35 |

## Premios

### Premios mensuales
Premios mensuales.
| Mes        | Entrenador del mes  | Entrenador del mes | Jugador del mes           | Jugador del mes   | Gol del mes       | Gol del mes            | Ref.                    |
| Mes        | Técnico             | Equipo             | Jugador                   | Equipo            | Jugador           | Equipo                 | Ref.                    |
| ---------- | ------------------- | ------------------ | ------------------------- | ----------------- | ----------------- | ---------------------- | ----------------------- |
| Agosto     | Javi Gracia         | Watford            | Lucas Moura               | Tottenham Hotspur | Jean Michaël Seri | Fulham                 | [ 97 ] [ 98 ] [ 99 ]    |
| Septiembre | Nuno Espírito Santo | Wolverhampton      | Eden Hazard               | Chelsea           | Daniel Sturridge  | Liverpool              | [ 100 ] [ 101 ] [ 102 ] |
| Octubre    | Eddie Howe          | Bournemouth        | Pierre Emerick Aubameyang | Arsenal           | Aaron Ramsey      | Arsenal                | [ 103 ] [ 104 ] [ 105 ] |
| Noviembre  | Rafa Benítez        | Newcastle United   | Raheem Sterling           | Manchester City   | Son Heung-min     | Tottenham Hotspur      | [ 106 ] [ 107 ] [ 108 ] |
| Diciembre  | Jürgen Klopp        | Liverpool          | Virgil van Dijk           | Liverpool         | Andros Townsend   | Crystal Palace         | [ 109 ] [ 110 ]         |
| Enero      | Ole Gunnar Solskjær | Manchester United  | Marcus Rashford           | Manchester United | André Schürrle    | Fulham                 | [ 111 ] [ 112 ] [ 113 ] |
| Febrero    | Pep Guardiola       | Manchester City    | Sergio Agüero             | Manchester City   | Fabian Schär      | Newcastle United       | [ 114 ] [ 115 ] [ 116 ] |
| Marzo      | Jürgen Klopp        | Liverpool          | Sadio Mané                | Liverpool         | Anthony Knockaert | Brighton & Hove Albion | [ 117 ]                 |
| Abril      | Pep Guardiola       | Manchester City    | Jamie Vardy               | Leicester City    | Eden Hazard       | Chelsea                | [ 118 ] [ 119 ] [ 120 ] |

## Fichajes

### Fichajes más caros del mercado de verano
| Pos. | Jugador              | Club de destino        | Club de origen        | Precio (€) |
| ---- | -------------------- | ---------------------- | --------------------- | ---------- |
| 1.º  | Kepa Arrizabalaga    | Chelsea F.C.           | Athletic Club         | 80.000.000 |
| 2.º  | Riyad Mahrez         | Manchester City F.C.   | Leicester City F.C.   | 67.800.000 |
| 3.º  | Alisson Becker       | Liverpool F.C.         | A.S. Roma             | 62.500.000 |
| 4.º  | Naby Keïta           | Liverpool F.C.         | RB Leipzig            | 60.000.000 |
| 5.º  | Fred                 | Manchester United F.C. | F.K. Shajtar Donetsk  | 59.000.000 |
| 6.º  | Jorginho             | Chelsea F.C.           | S. S. C. Napoli       | 57.000.000 |
| 7.º  | Fabinho              | Liverpool F.C.         | A.S. Monaco F.C.      | 45.000.000 |
| 7.º  | Richarlison          | Everton F.C.           | Watford F.C.          | 45.000.000 |
| 8.º  | Felipe Anderson      | West Ham United F.C.   | S.S. Lazio            | 38.000.000 |
| 9.º  | André Zambo Anguissa | Fulham F.C.            | Olympique de Marsella | 33.000.000 |
| 10.º | Yerry Mina           | Everton F.C.           | F.C. Barcelona        | 30.250.000 |

### Fichajes más caros del mercado de invierno
| Pos. | Jugador                  | Club de destino              | Club de origen          | Precio (€) |
| ---- | ------------------------ | ---------------------------- | ----------------------- | ---------- |
| 1.º  | Christian Pulisic        | Chelsea F.C.                 | Borussia Dortmund       | 64.000.000 |
| 2.º  | Raúl Jiménez             | Wolverhampton F.C.           | Benfica                 | 38.000.000 |
| 3.º  | Miguel Almirón           | Newcastle United F.C.        | Atlanta United F.C.     | 24.000.000 |
| 4.º  | Dominic Solanke          | AFC Bournemouth              | Liverpool F.C.          | 21.200.000 |
| 5.º  | Jonny Castro             | Wolverhampton Wanderers F.C. | Atlético de Madrid      | 20.500.000 |
| 6.º  | Emiliano Sala ✝          | Cardiff City F.C.            | F.C. Nantes             | 17.000.000 |
| 7.º  | Chris Mepham             | AFC Bournemouth              | Brentford F.C.          | 13.600.000 |
| 8.º  | Gonzalo Higuaín (cesión) | Chelsea F.C.                 | Juventus de Turín       | 9.000.000  |
| 9.º  | Alexis Mac Allister      | Brighton & Hove Albion F.C.  | A.A. Argentinos Juniors | 8.000.000  |
| 10.º | Ante Palaversa           | Manchester City F.C.         | H.N.K. Hajduk Split     | 4.800.000  |